# Mostek (gromada)
Mostek – dawna gromada, czyli najmniejsza jednostka podziału terytorialnego Polskiej Rzeczypospolitej Ludowej w latach 1954–1972.
Gromady, z gromadzkimi radami narodowymi (GRN) jako organami władzy najniższego stopnia na wsi, funkcjonowały od reformy reorganizującej administrację wiejską przeprowadzonej jesienią 1954 do momentu ich zniesienia z dniem 1 stycznia 1973, tym samym wypierając organizację gminną w latach 1954–1972.
Gromadę Mostek z siedzibą GRN w Mostku utworzono – jako jedną z 8759 gromad na obszarze Polski – w powiecie miechowskim w woj. krakowskim, na mocy uchwały nr 24/IV/54 WRN w Krakowie z dnia 6 października 1954. W skład jednostki weszły obszary dotychczasowych gromad Budzyń, Mostek, Poręba Górna i Zasępiec ze zniesionej gminy Szreniawa w tymże powiecie. Dla gromady ustalono 16 członków gromadzkiej rady narodowej.
1 sierpnia 1955 z gromady Mostek wyłączono wsie Poręba Górna i Zasępiec oraz część wsi Budzyń położoną na zachód od osi drogi Glanów–Lgota Wielka i z obszarów tych wsi utworzono nową gromadę Poręba Górna; do gromady Mostek przyłączono natomiast wsie Buk i Zawadka z gromady Chobędza w tymże powiecie.
Gromadę zniesiono 31 grudnia 1961, a jej obszar włączono do gromady Gołcza.